# Ire (Fluss)
Die Ire ist ein kleiner Fluss in Frankreich, der in der Region Auvergne-Rhône-Alpes verläuft. Sie entspringt im Bauges-Gebirge, in der Nähe des Col de Chérel, im nordöstlichen Gemeindegebiet von Jarsy, entwässert generell in nördlicher Richtung durch den Regionalen Naturpark Massif des Bauges und mündet nach rund 13 Kilometern im Gemeindegebiet von Doussard in den Lac d’Annecy.
In ihrem Mündungsabschnitt erreicht die Ire das Feuchtgebiet Reserve naturelle nationale Bout de Lac d’Annecy, das auch als Natura-2000-Zone ausgewiesen ist. Auf ihrem Weg durchquert sie die Départements Savoie und Haute-Savoie.

## Orte am Fluss
(Reihenfolge in Fließrichtung)
- Chevaline
- Arnand, Gemeinde Doussard
- Doussard
- La Nublière, Gemeinde Doussard